# 감천로 (임실군)
감천로는 전북특별자치도 임실군 임실읍과 임실군 오수면을 연결하는 도로이다. 오수면의 봉천2길에서 분기하며 춘향로와 간접 연결된다.
오수면에서 봉천2길,오암3길 등과 만나며, 임실군에만 도로가 존재한다.춘향로에서 분기한 오암3길에서 봉천 2길이 분기하고, 그 다음 감천로가 분기한다.
임실읍내에서 오수면 외곽으로 가는 도로이다.

## 주요 교차도로
- 춘향로
- 봉천2길